# Hermya surstylis
Hermya surstylis är en tvåvingeart som beskrevs av Sun 1994. Hermya surstylis ingår i släktet Hermya och familjen parasitflugor. Inga underarter finns listade i Catalogue of Life.